# Zemětřesení v Baku 2000
Zemětřesení v Baku 2000 (ázerbájdžánsky Bakı zəlzələsi 2000) bylo zemětřesení střední velikosti 6,8 Mw, , které se odehrálo 25. listopadu 2000 a mělo epicentrum nedaleko města Baku. Zemřelo 26 lidí a více než 412 lidí bylo zraněno.